# Chiesa dei Santi Pietro e Paolo (Montescaglioso)
La chiesa dei Santi Pietro e Paolo è la parrocchiale di Montescaglioso, in provincia di Matera e arcidiocesi di Matera-Irsina; fa parte della vicaria Mare.

## Storia
La prima citazione di una chiesa dedicata ai santi Pietro e Paolo risale al 1310; una seconda menzione è poi contenuta in un documento del 1324.
A partire dalla metà Cinquecento, nelle relazioni delle visite pastorali effettuate dagli arcivescovi di Matera sono contenute delle descrizioni di questo luogo di culto.
Nel 1776, in seguito al crollo parziale di una navata laterale, si decise di demolire la vecchia chiesa e ricostruirla ex novo, vista l'inutilità di un possibile restauro, giacché l'edificio era insufficiente a soddisfare le esigenze dei fedeli ed era giudicato "vecchio, buio, umido e ammorbato da aria mefiticosa". 
La nuova parrocchiale, iniziata nel 1780 e completata nel 1804, andò subito gravemente danneggiata a causa del crollo di due pilastri; l'anno successivo partirono i lavori di ripristino su progetto dell'architetto barese Gimma e terminarono verso il 1820 con la realizzazione degli stucchi di Francesco Lonati o Lunati, autore dell'analoga decorazione dell'interno della Chiesa Matrice della vicina Pomarico . La nuova Chiesa Madre montese fu solennemente consacrata il 29 maggio 1823.
Nel 1990 si procedette all'adeguamento liturgico della chiesa secondo le disposizioni postconciliari.

## Descrizione

### Esterno
La facciata della chiesa, rivolta a sudest, è suddivisa da una cornice marcapiano in due ordini, entrambi abbelliti da lesene; quello inferiore presenta centralmente il portale d'ingresso, sormontato da una nicchia, e ai lati due finestrelle, mentre quello superiore, affiancato da volute, è caratterizzato da una finestra colorata e dal coronamento mistilineo.
Annesso alla parrocchiale è il campanile a base quadrata, la cui cella presenta su ogni lato una monofora ed è coperta dalla cupoletta.

### Interno
L'interno dell'edificio è suddiviso in tre navate da pilastri abbelliti da lesene e sorreggenti degli archi a tutto sesto, sopra i quali corre la cornice modanata e aggettante su cui si impostano le volte lunettate; al termine dell'aula si sviluppa il presbiterio, rialzato di alcuni gradini, ospitante l'altare maggiore e chiuso dall'abside di forma semicircolare.
Qui sono conservate diverse opere di pregio, tra le quali le quattro pale raffiguranti le Nozze di Cana, la Cena a casa di Simone, la Natività e la Presentazione al Tempio, eseguite dal calabrese Mattia Preti, i dipinti firmati dal veneziano Giovanni Donadio, alcune acquasantiere provenienti dalla chiesa partenopea di Santa Maria di Toledo e il fonte battesimale, realizzato con materiali di una fontana dell'abbazia di San Michele Arcangelo.